# Independencia, Puebla
Independencia är en ort i Mexiko.   Den ligger i kommunen Zacapoaxtla och delstaten Puebla, i den sydöstra delen av landet, 170 km öster om huvudstaden Mexico City. Independencia ligger 2 194 meter över havet och antalet invånare är 202.
Terrängen runt Independencia är kuperad, och sluttar norrut. Runt Independencia är det ganska tätbefolkat, med 129 invånare per kvadratkilometer. Närmaste större samhälle är Zaragoza, 6,0 km söder om Independencia. I omgivningarna runt Independencia växer huvudsakligen savannskog.